# السيد سابق محمد التهامي
السيد سابق محمد التهامي (1915 - 2000)، هو عالم دين أزهري مصري.
ولد في قرية اسطنها - محافظة المنوفية عام 1915م / 1333هـ . أتم حفظ القرأن الكريم وتجويده في كتاب القرية ثم مراحل التعليم الأزهري المختلفة حتى حصل على العالمية من كلية الشريعة سنة 1947م.

## وفاته
توفي في القاهرة شهر فبراير عام 2000م الموافق لشهر ذو القعدة 1420هـ.

### الوظائف
التدريس بوزارة المعارف المصرية - التدريس بالأزهر - مديرا للتكية المصرية بمكة المكرمة. - وكيل إدارة المساجد بوزارة الأوقاف المصرية. - مدير عام بجامعة الأزهر - عضو هيئة التدريس بجامعة أم القرى - رئيس قسم القضاء بجامعة ام القرى - عضو هيشة التدريس بكلية أصول الدين بجامعة أم القرى.

## الجوائز
- قدرته الحكومة المصرية بمنحه نوط الامتياز من الطبقة الأولى تقديرا لمساهمته في الدعوة وإعداد الدعاة عام 1989م / 1409هـ
- نال جائزة الملك فيصل العالمية للدراسات الإسلامية عام 1993 / 1413هـ[2]

## من مؤلفاته
- كتاب: فقه السُّنَّة، الذي تُرجم إلى العديد من اللغات الأجنبية، والذي توخى فيه تيسير علم الفقه، وتسهيل عرضه، مقروناً بالدليل الأساسي. فجاء الكتاب بمجلداته الثلاثة بمثابة موسوعة لأحكام الفقه الإسلامي. وانتفع به الكثيرون من طلاب العلم في مشارق الأرض ومغاربها.
- - أمّا مؤلفاته الأخرى فتشمل:
- العقائد الإسلامية.
- إسلامنا.
- عناصر القوة في الإسلام.
- دعوة الإسلام.
- إلى الإسلام.
- من الإسلام.
- خصائص الشريعة الإسلامية.
- مصادر الشريعة الإسلامية.